# Jazz Conference Abroad
Jazz Conference Abroad (pubblicato anche con il titolo di Jazz Conference in Europe) è un album dal vivo a nome di Curtis Fuller & The Jazz Ambassadors, pubblicato dalla Smash Records nel 1962. I brani del disco furono registrati a Zurigo, in Svizzera, nelle date indicate nella lista tracce.

## Tracce
Lato A
1. Billie's Bounce – 7:10 (Charlie Parker) – Registrato l'11 marzo 1961
2. Blue 'n' Boogie – 10:05 (Dizzy Gillespie, Frank Paparelli) – Registrato l'11 marzo 1961

Lato B
1. Stolen Moments – 8:30 (Oliver Nelson) – Registrato il 10 marzo 1961
2. Scrapple from the Apple – 10:00 (Charlie Parker) – Registrato l'11 marzo 1961

## Musicisti
- Curtis Fuller - trombone
- Ake Persson - trombone
- Freddie Hubbard - tromba
- Benny Bailey - tromba
- Phil Woods - sassofono alto
- Sahib Shihab - sassofono baritono, flauto
- Eric Dixon - sassofono tenore
- Patti Bown - pianoforte
- Buddy Catlett - contrabbasso
- Stu Martin - batteria
- Quincy Jones - conduttore musicale[3]